# Heteropoda cyperusiria
Heteropoda cyperusiria là một loài nhện trong họ Sparassidae.
Loài này thuộc chi Heteropoda. Heteropoda cyperusiria được Alberto Barrion & James A. Litsinger miêu tả năm 1995.